# Auerberg (Rosaliengebirge)
Der Auerberg ist ein circa 720 m ü. A. hoher Berg im Rosaliengebirge in Niederösterreich. 
Er liegt nordöstlich der Hochwolkersdorfer Rotte Hollerberg, südwestlich der Forchtensteiner Rotte Rosalienhäuser. Nur etwa 200 Meter östlich des Gipfels verläuft die Grenze zum Burgenland, wo ein 699 m hoher Sattel liegt, auf welchem die Bundesstraße von Hochwolkersdorf nach Forchtenstein verläuft. Im Nordosten beginnt auf Forchtensteiner Gemeindegebiet das Tal des Heidbaches und nördlich, südlich und östlich entspringen die Quellbäche des Ofenbachs. Nachbarberge sind der Heuberg (748 m) im Norden und der Hartlspitz (700 m) mit dem sagenumwobenen „Am Markstein“ im Osten.